# 黑赤星海参
黑赤星海参（学名：Holothuria cinerascens）为海参科海参属的动物。分布于印度-西太平洋区域、台湾岛以及中国大陆的广东、香港、海南岛、西沙群岛等地，常栖息于潮间带低潮区、浪水冲击强烈的岩石底下以及或石缝内。该物种的模式产地在日本小笠原群岛。